# بابا جه (مسلسل)
بابا جه هو مسلسل مصري عرض في شهر رمضان 2024، حيث تدور أحداث المسلسل بإطار كوميدي حول "هشام" الذي يجد نفسه في مفترق الطرق بعد استغناء الفندق الذي يعمل لصالحه عنه بسب وباء المرض، وتبدأ رحلته في البحث عن عمل جديد لرعاية أسرته في ظل الظروف الصعبة.

## أبطال المسلسل
شارك في إنتاج مسلسل بابا جه العديد من الممثلين المصريين، وأبرزهم:
- أكرم حسني بدور البطل هشام.
- محمود البزاوي.
- نسرين أمين.
- لافينيا نادر.
- سما إبراهيم.
- محمد أوتاكا.
- فريال يوسف.
- ياسمين رحمي.
- كريم فهمي.
- أحمد أمين.
- بسنت شوقي.